# Komet Swift-Tuttle
Komet Swift-Tuttle  (uradna oznaka 109P/ Swift-Tuttle) je periodični komet z obhodno dobo približno 133,3 let. Komet pripada Halleyjevi družini kometov. Spada tudi med blizuzemeljska telesa.

## Odkritje
Komet je odkril v 16. julija 1862 ameriški astronom Lewis A. Swift v Marathonu v New Yorku, ZDA. Neodvisno ga je odkril 19. julija 1862 tudi Horace Parnell Tuttle. Komet so spet opazili v letu 1992, ko ga je ponovno odkril japonski astronom Curihiko Kjuči. Takrat je bil viden z binokularji.

## Značilnosti
Komet je starševsko telo za meteorski roj Perzeidov. Komet je v orbitalni resonanci 1: 11 z Jupitrom 
Trdi del jedra je velik približno 26 km, kar je precej več kot bi naj imel domnevni asteroid, ki je povzročil izginutje dinozavrov na prehodu iz obdobja krede v terciar.

## Nevarnost za Zemljo
Komet se zelo približa tudi Zemlji in Luni . Pri zadnjem prihodu v prisončje se je kometov prihod razlikoval od predvidenega za 17 dni. Če se bo to zgodilo tudi pri prihodnjem prihodu v prisončje (leta 2126), je velika verjetnost, da bo zadel Zemljo ali Luno. Raziskovali so tudi pretekla opazovanja tega kometa. Amaterski astronom in pisatelj Gary W. Kronk je ugotovil, da so komet opazovali na Kitajskem že leta 69 p. n. št. Ugotovil je tudi, da so ga opazili tudi leta 188. Te ugotovitve je potrdil tudi britanski astronom Brian Geoffrey Marsden (1937–2010). To je omogočilo tudi ponovni izračun kometove tirnice. Izračuni so pokazali, da ima komet precej stabilno tirnico in tako v naslednjih 2000 letih ne predstavlja za Zemljo nevarnosti . Verjetno bo pojav kometa v letu 2126 zelo spektakularen, podoben bo kometu Hale-Bopp. Prav tako predvidevajo, da se bo Zemlji zelo približal tudi v letu 4497. Takrat se bo mimo Zemlje gibal na razdalji samo 0,03 do 0,05 astronomske enote. Vsa predvidevanja za pot kometa v letih po 4497. letu so zelo negotova.